# Pure/私は私
「pure/私は私」（ピュア/わたしはわたし）は、西田ひかるの通算26枚目のシングル。1998年4月29日発売。発売元はポニーキャニオン。

## 解説
「pure」はハウス食品「PURE-IN」のコマーシャルソング、「私は私」はNHK BS2のドラマ『あした天気に』の主題歌として使用された。

## 収録曲
| 全作詞: 秋元康、全作曲・編曲: 久石譲。 |                                  |        |            |      |
| #                                      | タイトル                         | 作詞   | 作曲・編曲 | 時間 |
| 1.                                     | 「pure」                         | 秋元康 | 久石譲     | 4:23 |
| 2.                                     | 「私は私」                       | 秋元康 | 久石譲     | 4:10 |
| 3.                                     | 「pure」(オリジナル・カラオケ)   | 秋元康 | 久石譲     | 4:23 |
| 4.                                     | 「私は私」(オリジナル・カラオケ) | 秋元康 | 久石譲     | 4:06 |
| 合計時間:                              | 合計時間:                        | 17:02  |            |      |

## 収録アルバム
pure
- 『幸せのかたち』
- 『MYこれ!クション 西田ひかるBEST』
- 『西田ひかる SINGLESコンプリート』
- 『Myこれ!Lite 西田ひかる』

私は私
- 『幸せのかたち』
- 『西田ひかる SINGLESコンプリート』